# Erica Lindbeck

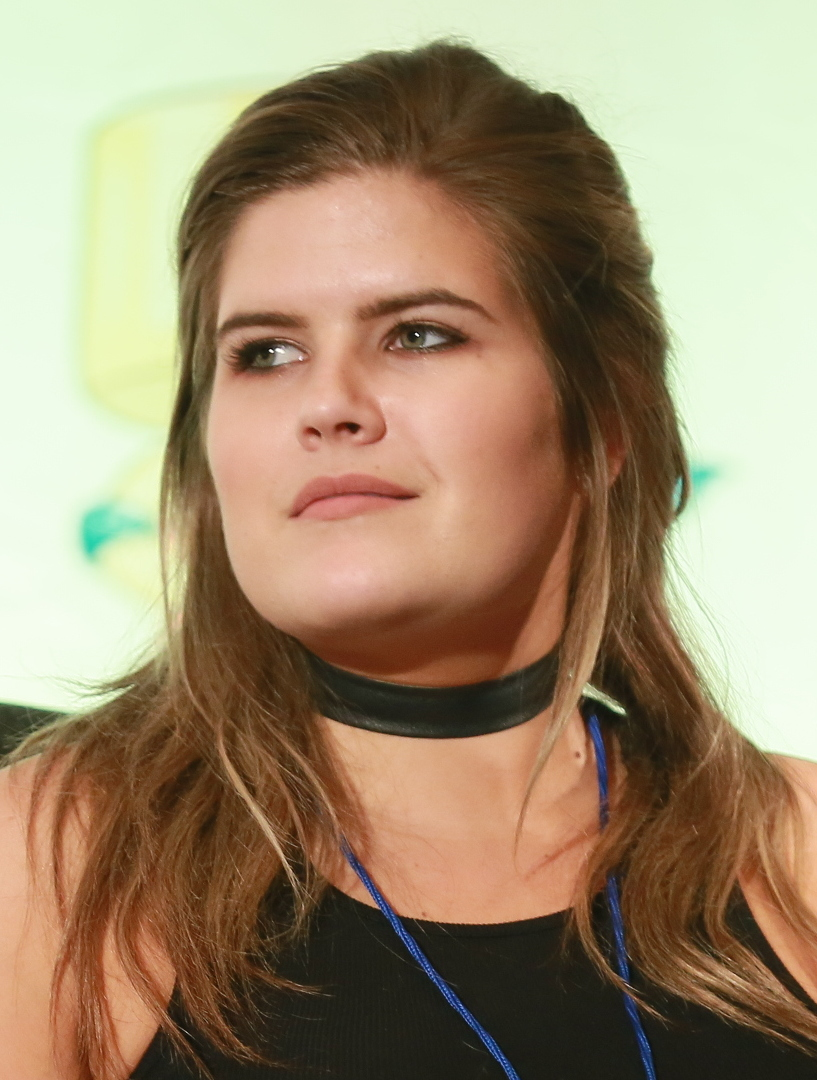
Erica Lindbeck auf der Florida Supercon (2017)

Erica Lindbeck (* 29. Mai 1992 in Boston, Massachusetts) ist eine US-amerikanische Synchronsprecherin.

## Leben
Erica Lindbeck wuchs bei ihrem Vater, einem ortsansässigen Hals-Nasen-Ohren-Arzt, in Greenville (North Carolina) auf. Sie hat einen jüngeren Bruder und eine jüngere Schwester.
In der frühen Kindheit entwickelte sie eine Leidenschaft für das Reiten und nahm mit ihrem Pferd Dakota an zahlreichen Turnieren teil. Doch nach einem Unfall des Tieres und der daraus resultierenden Beinverletzung, konnte die damals Zehnjährige nicht mehr mit ihrem Pferd arbeiten. So gab sie das Reiten auf und wandte sich dem Theater zu.
Im Alter von 18 Jahren zog sie nach Kalifornien, um an der University of California in Los Angeles (UCLA) zu studieren. Sie absolvierte eine Ausbildung in den Bereichen Theater, Film, Improvisation und Synchronisation. Im Jahr 2014 machte sie ihren Bachelor-Abschluss an der School of Theater, Film & Television.
Ihre erste große Rolle als Sprecherin war die der Ibara Naruse im Anime Coppelion.
Bekannt wurde Lindbeck auch als Stimme von Barbie in diversen Film- und Serienproduktionen sowie der Hello-Barbie-Puppe im englischen Original. Ursprünglich hatte sie sich bei Mattel für die Rollen der Skipper und Teresa beworben. Doch das Unternehmen bat sie um ein zweites Vorsprechen für die Hauptfigur im gleichnamigen Franchise. Im Januar 2015 erhielt sie dann die Zusage für das Engagement.
Zusammen mit ihrer Freundin, der Synchronsprecherin Mela Lee, moderiert sie die Videoreihe Lindbeck & Lee auf YouTube. Darin sprechen die beiden über ihr Leben und heißen mitunter auch besondere Gäste in ihrer Show willkommen.
Am 3. Februar 2020 bekannte sich Lindbeck öffentlich zu ihrer Bisexualität.

## Synchronrollen (Auswahl)

### Filme
- 2013: Hunter x Hunter: Phantom Rouge (Gekijouban Hunter x Hunter: Fantomu rûju) … als Pakunoda
- 2013: Sword Art Online Extra Edition (Fernsehfilm) … als Counselor
- 2014: Lupin the IIIrd: Jigen Daisuke no Bohyô … als Queen Marta
- 2015: Miss Hokusai (Sarusuberi: Miss Hokusai) … als O-Ei
- 2015: Love Live!: The School Idol Movie … als Eli Ayase
- 2015: Im Auge des Wolfes (Braqueurs) … als Nora
- 2016–2020: Barbie: acht Filme … als Barbie
- 2018: Bungou Stray Dogs: Dead Apple … als Naomi Tanizaki und Akiko Yosano
- 2018: DC Super Hero Girls: Legenden von Atlantis (DC Super Hero Girls: Legends of Atlantis) … als Mera und Siren
- 2018: Dragonball Super: Broly (Doragon Bôru Sûpâ Burorî) … als Cheelai
- 2019: Promare … als Heris Ardebit, Thyma und zusätzliche Stimmen
- 2019: Ride Your Wave (Kimi to, nami ni noretara) … als Junko und zusätzliche Stimmen
- 2019: Ni no Kuni … als Saki Mishima und Bertha
- 2020: Digimon Adventure: Last Evolution Kizuna … als Menoa Bellucci und Ayakas Freundin
- 2021: Sailor Moon Eternal: The Movie (Gekijouban Bishoujo Senshi Sailor Moon Eternal) … als VesVes / Sailor Vesta
- 2021: Monster Hunter: Legends of the Guild (Fernsehfilm) … als Lea
- 2022: Bubble (Baburu) … als Makoto
- 2022: Dragon Ball Super – Super Hero (Doragon boru supa: Supa hiro) … als Cheelai
- 2023: Demon Slayer: Kimetsu no Yaiba – To the Swordsmith Village (Kimetsu no Yaiba Katanakaji no Sato-hen) … als Daki
- 2023: Pretty Guardian Sailor Moon Cosmos … als Sailor Vesta
- 2023: The Seven Deadly Sins: Grudge of Edinburgh – Teil 2 (Nanatsu no Taizai : Ensa no Edinburgh 2) … als Jericho

### Serien
- 2011: AnoHana – Die Blume, die wir an jenem Tag sahen (Ano hi mita hana no namae o bokutachi wa mada shiranai., Fernsehserie, 11 Episoden) … als Naruko „Anaru“ Anjou
- 2012: Hunter x Hunter (Fernsehserie, 9 Episoden) … als Pakunoda
- 2013: Coppelion (Miniserie, 13 Episoden) … als Ibara Naruse
- 2013–2014: Magi: The Labyrinth of Magic (Fernsehserie, 7 Episoden) … als Ren Gyokuen
- 2013–2014: Love Live!: School Idol Project (Fernsehserie, 26 Episoden) … als Eli Ayase
- 2014–2015: Shigatsu Wa Kimi No Uso – Sekunden in Moll (Shigatsu wa kimi no uso, Fernsehserie, 22 Episoden) … als Kaori Miyazono, Wettbewerbs-Kandidat und Kellnerin
- 2014–2015: Aldnoah.Zero (Fernsehserie, 24 Episoden) … als Yuki Kaizuka
- 2014–2016: Terra Formars (Fernsehserie, 27 Episoden) … als Michelle K. Davis
- 2014–2021: The Seven Deadly Sins (Nanatsu no taizai, Fernsehserie, 20 Episoden) … als Jericho
- 2015–2016: Asterisk War (Fernsehserie, 6 Episoden) … als Irene Urzaiz
- 2016: Naruto Shippuden (Naruto: Shippûden, Fernsehserie, 4 Episoden) … als Kanna und Haori
- 2016–2017: Twin Star Exorcists (Sôsei no onmyôji, Fernsehserie, 37 Episoden) … als Chiyuri Kokamoto, Chiaki und Suzu
- 2016–2019: Mob Psycho 100 (Fernsehserie, 7 Episoden) … als Tsuchiya
- 2016–2023: Bungou Stray Dogs (Fernsehserie, 23 Episoden) … als Akiko Yosano und Naomi Tanizaki
- 2017: Granblue Fantasy: The Animation (Guranburû fantajî: Ji animêshon, Fernsehserie, 13 Episoden) … als Katalina
- 2017: Fate/Apocrypha (Fernsehserie, 7 Episoden) … als Saber of Red und Mordred
- 2017: Transformers: Robots in Disguise (Fernsehserie, 3 Episoden) … als Windblade
- 2017–2018: Avengers – Gemeinsam unbesiegbar! (Avengers Assemble, Fernsehserie, 10 Episoden) … als Dr. Jane Foster
- 2017–2018: Barbie: Dreamtopia (Fernsehserie, 26 Episoden) … als Barbie und zusätzliche Stimmen
- 2017–2018: Marvel Future Avengers (Fernsehserie, 15 Episoden)… als Captain Marvel, Carol Danvers und Medusa
- 2017–2021: Boruto: Naruto Next Generations (Fernsehserie, 56 Episoden) … als Hako Kuroi, Enko Onikuma und Sumire Kakei
- 2018: DC Super Hero Girls (Fernsehserie, 5 Episoden) … als Mera
- 2018–2019: Persona 5: The Animation (Fernsehserie, 26 Episoden) … als Futaba Sakura
- 2019: Neon Genesis Evangelion (Shinseiki Evangelion, Fernsehserie, 25 Episoden) … als Ritsuko Akagi
- 2019–2021: Lego City – Abenteuer (Lego City Adventures, Fernsehserie, 13 Episoden) … als Sarah Feldman
- 2019–2022: Demon Slayer: Kimetsu no Yaiba (Kimetsu no Yaiba, Fernsehserie, 13 Episoden) … als Daki und Spinnendämon
- 2019–2024: Helluva Boss (Fernsehserie, 15 Episoden) … als Loona, Millie und zusätzliche Stimmen
- 2020: ThunderCats Roar (Fernsehserie, 32 Episoden) … als Cheetara und zusätzliche Stimmen
- 2020: Coco – Der neugierige Affe (Curious George, Fernsehserie, 3 Episoden) … als Connie und Krystal
- 2020–2023: Willkommen im Haus der Eulen (The Owl House, Fernsehserie, 9 Episoden) … als Emira Blight und zusätzliche Stimmen
- 2021: Blue Period (Fernsehserie, 11 Episoden) … als Maki Kuwana und Yamamoto
- 2021–2024: Arcane (Fernsehserie, 7 Episoden) … als Elora
- 2023: My Hero Academia (Boku no Hîrô Akademia, Fernsehserie, 3 Episoden) … als Lady Nagant
- 2023–2024: Haileys Mission (Hailey’s on It!, Fernsehserie, 3 Episoden) … als Genesis und Joanne
- 2024: T・P Bon (Time Patrol Bon, Fernsehserie, 16 Episoden) … als Ream Stream und Geme
- 2025: Devil May Cry (Fernsehserie, 4 Episoden) … als Mutter, Baby und Dämonenkind

### Videospiele
- 2009: League of Legends … als Taliyah und Morgana
- 2013: The Legend of Heroes: Trails of Cold Steel … als Misty
- 2014: Hearthstone: Heroes of Warcraft … als Inquisitor Whitemane
- 2014: Smite … als All for One! Freya und zusätzliche Stimmen
- 2014: The Elder Scrolls Online … als The Anchorite (Deadlands DLC)
- 2014: The Legend of Heroes: Trails of Cold Steel 2 … als Vita Clotilde
- 2015: Megadimension Neptunia VII … als Uzume Tennouboshi / Orange Heart
- 2015: Heroes of the Storm … als Whitemane
- 2015: Lego Dimensions … als Hermine Granger und zusätzliche Stimmen
- 2015: MegaTagmension Blanc + Neptune VS Zombies … als Uzume Tennouboshi / Orange Heart
- 2015: Superdimension Neptune vs. Sega Hard Girls … als Uzume Tennouboshi / Orange Heart
- 2016: Street Fighter V … als Menat
- 2016–2023: Persona 5 (5 Teile) … als Futaba Sakura
- 2016: Dragon Ball Xenoverse 2 (Doragon bôru: Zenobâsu 2) … als Time Patroller
- 2017: Fire Emblem Heroes (Faiâ emuburemu hîrôzu) … als Celica und Myrrh
- 2017: Cyberdimension Neptunia: 4 Goddesses Online … als Uzume Tennouboshi
- 2017: NieR: Automata … als Anemone
- 2017: Fire Emblem Echos: Shadows of Valentia (Faiâ emuburemu Echoes: Mouhitori no eiyuuou) … als Celica
- 2017: Fire Emblem Warriors (Faiā Emuburemu Musō) … als Celica
- 2017–2018: The Legend of Heroes: Trails of Cold Steel (Teil III und IV) und … als Ennea und Vita Clothilde
- 2018: Dragon Ball FighterZ … als Cheelai
- 2018–2023: WarioWare, mehrere Teile … als Ashley und zusätzliche Stimmen
- 2018: Marvel’s Spider-Man … als Black Cat und zusätzliche Stimmen
- 2018: Soulcalibur VI … als Sophitia Alexandra
- 2018: Last Year: The Nightmare … als Amber
- 2019: Ace Combat 7: Skies Unknown … als Deanna McOnie und zusätzliche Stimmen
- 2019–2020: Mortal Kombat 11, mehrere Teile … als Cassie Cage
- 2019: Arknights … als Ines und Silence
- 2019: Team Sonic Racing … als Blaze the Cat und Omochao
- 2019: Bloodstained: Ritual of the Night … als Miriam
- 2019: Marvel Ultimate Alliance 3: The Black Order … als Captain Marvel, Carol Danvers und Elizabeth Braddock
- 2019: Remnant: From the Ashes … als Ava McCabe und Spielerstimme
- 2019: Mario & Sonic bei den Olympischen Spielen: Tokyo 2020 (Mario & Sonikku at Tôkyô 2020 orinpikku) … als Blaze the Cat und Omochao
- 2020–2024: Granblue Fantasy, mehrere Teile … als Katalina und War Mecha Katapillar
- 2020: Final Fantasy VII Remake … als Jessie Rasberry
- 2020: Desperados III … als Kate O’Hara
- 2020: The Legend of Heroes: Trails into Reverie (The Legend of Heroes: Hajimari no Kiseki) … als Ennea und Vita Clothilde
- 2020: Tell Me Why … als Alyson Ronan
- 2020: World of Warcraft: Shadowlands … als High Inquisitor Whitemane
- 2020: Cyberpunk 2077 … als Misty Olszewski und zusätzliche Stimmen
- 2020: Go! Go! 5 Jiden Game Neptune reVerse … als Uzume Tennouboshi / Orange Heart
- 2021, 2023: Fortnite: Chapter 3 und 4 … als AMIE
- 2021, 2024: Demon Slayer, mehrere Teile … als Spinnendämon (Tochter)  und Daki
- 2021, 2024: Final Fantasy VII, mehrere Teile … als Jessie Rasberry
- 2021: Marvel Future Revolution … als Captain Marvel und Carol Danvers
- 2021: Tales of Arise (Teiruzu obu Araizu) … als Shionne Imeris
- 2021: Shin Megami Tensei V … als Sahori Itsukishima
- 2022: Star Ocean: The Divine Force (Sutâ ôshan 6: The Divine Force) … als Elena E-014297
- 2022: Midnight Suns … als Captain Marvel
- 2023: Fire Emblem Engage (Faiâ emuburemu engêji) … als Celica
- 2023: Redfall … als Grace Wayland und junge Claire Beck
- 2023: Remnant II … als Ava McCabe
- 2023: Cyberpunk 2077: Phantom Liberty … als Misty Olszewski
- 2023: Marvel’s Spider-Man 2 … als Black Cat und Felicia Hardy
- 2024: Neptunia Risers VS Dagoos (Bakusou Jigen Neptune VS Kyoshin Surainu) … als Uzume Tennouboshi
- 2024: Sonic X Shadow Generations … als Blaze the Cat und Omochao
- 2025: Xenoblade Chronicles X: Definitive Edition … als Liesel
- 2025: Date Everything! … als Dolly